# Bates College
Bates College is een liberal arts college in de Amerikaanse staat Maine. Het was het eerste instituut voor hoger onderwijs in de Verenigde Staten dat vrouwen toeliet onder gelijke voorwaarden als mannen. Aan Bates College zijn een conservatorium en het Bates College Art Museum verbonden. Bates College heeft zo'n 1700 studenten.